# 埃尔阿托 (巴拿马)
埃尔阿托是巴拿马贝拉瓜斯省圣达菲区的一个城市，2010年是人口为1,318。 该市2000年时人口为2,242，1990年时人口为2,060。